# Ivan Kizimov
Ivan Mikhaïlovitch Kizimov (russe : Иван Михайлович Кизимов), né le 28 avril 1928 à Jerebkov (RSFS de Russie) et mort le 22 septembre 2019, est un cavalier soviétique de dressage.

## Carrière
Ivan Kizimov avec son cheval Ikhor participe aux Jeux olympiques d'été de 1964 à Tokyo et se classe dixième de l'épreuve individuelle de dressage; il fait partie de l'équipe soviétique de dressage terminant troisième.
Il vit le moment fort de sa carrière aux Jeux olympiques d'été de 1968 à Mexico en étant sacré champion olympique en dressage individuel et vice-champion olympique par équipe.
Aux Jeux olympiques d'été de 1972 à Munich, il se classe quatrième en dressage individuel et remporte l'or par équipe.
Les Jeux olympiques d'été de 1976 à Montréal sont les dernières Olympiades de Kizimov, mais aussi les premières sans le cheval Ikhor; c'est avec Rebus qu'il termine seizième du concours individuel de dressage et quatrième avec l'équipe soviétique.
Il devient ensuite entraîneur, prenant notamment la tête de l'équipe nationale soviétique d'équitation.